# Idactus ellioti klingi
Idactus ellioti klingi es una subespecie de escarabajo longicornio del género Idactus, tribu Ancylonotini, subfamilia Lamiinae. Fue descrita científicamente por Kolbe en 1893.

## Descripción
Mide 15-20 milímetros de longitud.

## Distribución
Se distribuye por Benín, Camerún, Costa de Marfil, Ghana, Guinea, Kenia, Liberia, Nigeria, Senegal, Sierra Leona, Tanzania y Togo.